# Koknese
Koknese (niem. Kokenh(a)usen, ros. Кукейнос, starop. Kokenhuza) – miasto łotewskie położone w środkowej Łotwie na prawym brzegu rzeki Dźwiny. W latach 2009–2021 stolica novadsu Koknese. Ludność miasta wynosi około 3000 mieszkańców.

## Zamek w Kokenhauzen

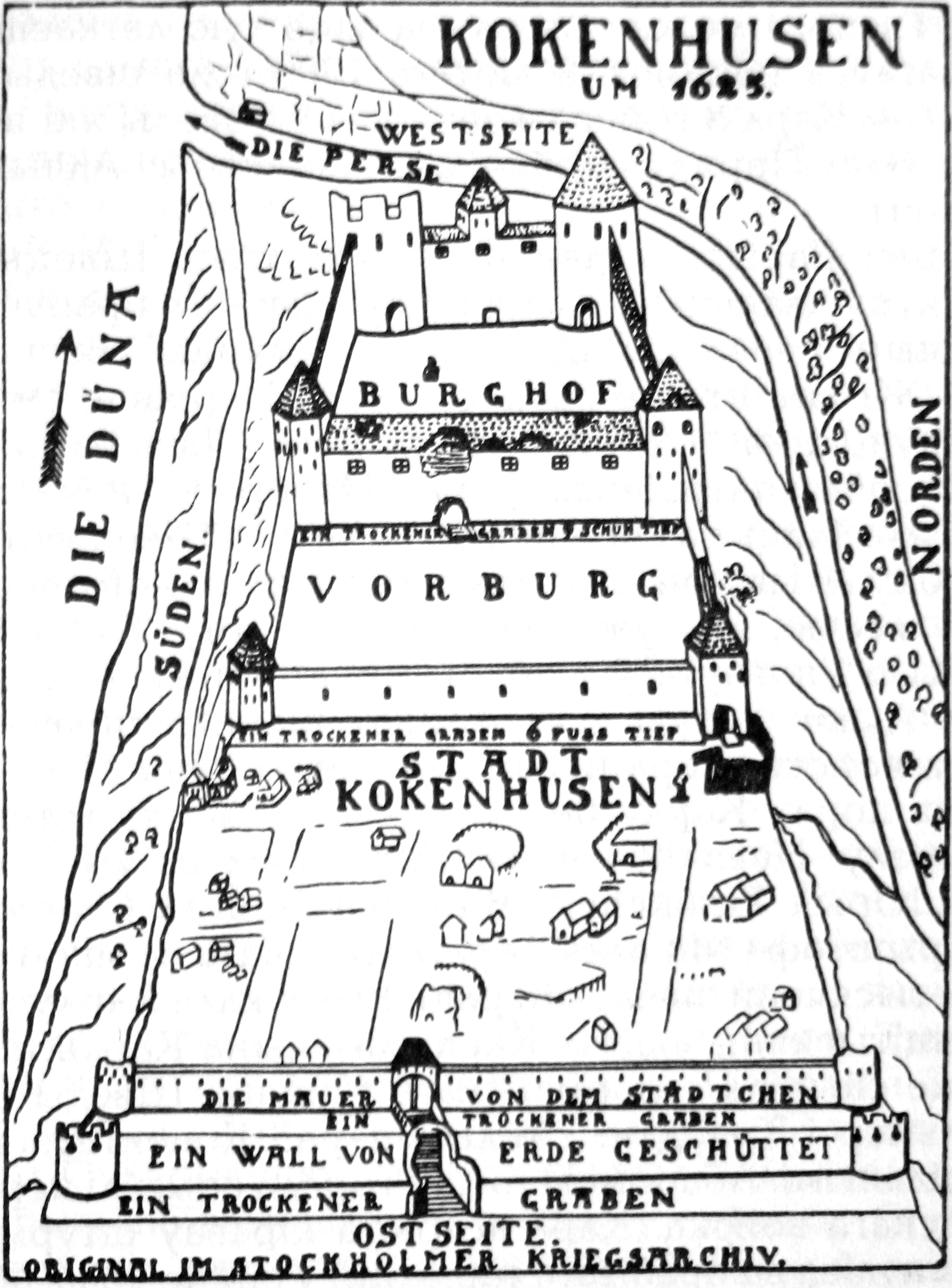
Zamek w Kokenhuzie w 1625

Znajdują się tu ruiny zamku wzniesionego przez arcybiskupów Rygi w latach 1208 –1210. W 1563 r., po śmierci ostatniego arcybiskupa i przejęciu jego posiadłości ziemskich przez Rzeczypospolitą, zamek stał się siedzibą starostwa. Pod murami zamku od strony wschodniej funkcjonowało miasto będące członkiem Hanzy. Zamek był oblegany przez Kawalerów Mieczowych, którzy toczyli spory z arcybiskupami ryskimi. Po przejęciu Inflant przez Rzeczypospolitą w 1577 r. zamek został zdobyty przez moskiewskie wojska cara Iwana IV Groźnego, po czym w 1578 roku został odzyskany przez wojska polsko-litewskie. W 1601 r. załoga zamku wytrzymała oblężenie wojsk szwedzkich, jednak miejscowość znana jest głównie z bitwy pod Kokenhuzą, w której wojska polskie pod dowództwem Krzysztofa „Pioruna” Radziwiłła w imponującym stylu pobiły armię szwedzką 23 czerwca 1601. 
W dniu 24 lipca 1624 r. Seweryn Tański po 16-dniowym oblężeniu musiał poddać zamek szwedzkim wojskom Gustawa II Adolfa. 
W 1656 roku pod zamkiem stanęły wojska rosyjskie (2500 żołnierzy przypłynęło Dźwiną na 1400 łodziach), które 14 sierpnia 1656 r. zdobyła go szturmem. Okupacja rosyjska trwała do 1661 r., gdy Kokenhauzen został przekazany Szwedom na mocy postanowień pokoju z Kardis. W latach osiemdziesiątych XVII w., Szwedzi przebudowali zamek w nowożytną twierdzę i w związku z tym miasto zostało zostało przeniesione w inne miejsce. 

Podczas Wielkiej wojny północnej zamek po oblężeniu zdobyły wojska saskie (2 – 7 października 1700) dowodzone przez feldmarszałka Adama Heinricha von Steinau Po zdobyciu zamku inżynierowie sascy rozbudowali fortyfikacje, jednak na wieść o klęsce armii sasko-rosyjskiej w bitwie nad Dźwiną (19 VII), a następ nie o marszu armii szwedzkiej w głąb Kurlandii, w dniu 25 lipca 1701 r. płk Adam Heinrich Bosse wyprowadził garnizon i Sasi wysadzili zamek w powietrze. Zamku już nie odbudowano.

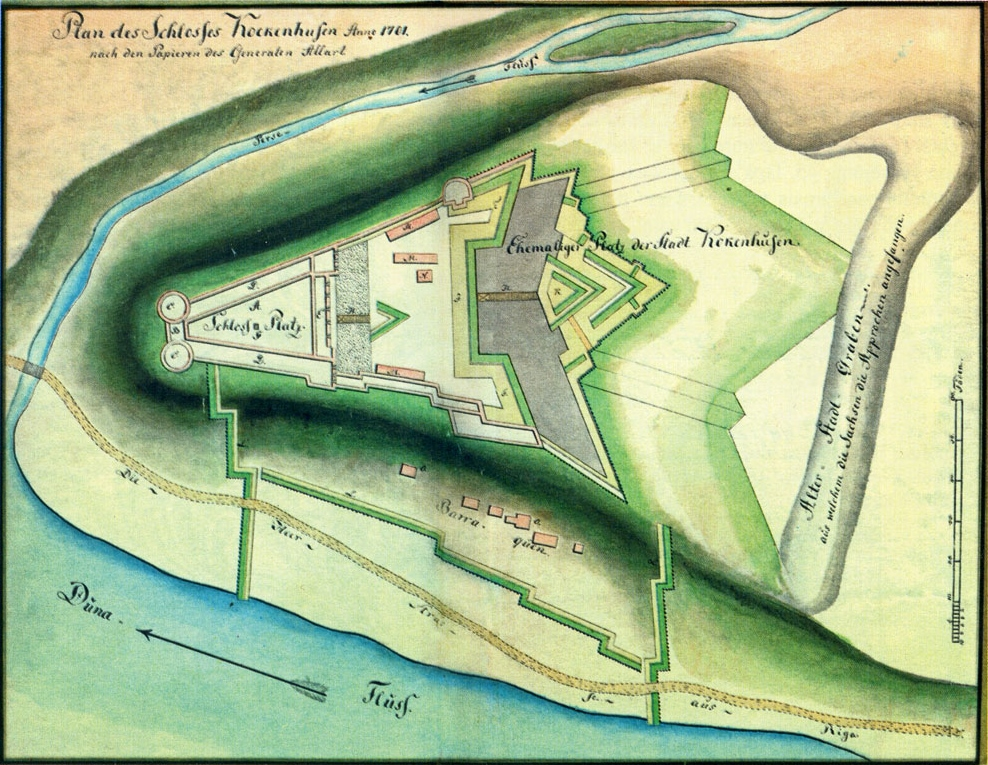
Plan zamku z 1701 roku
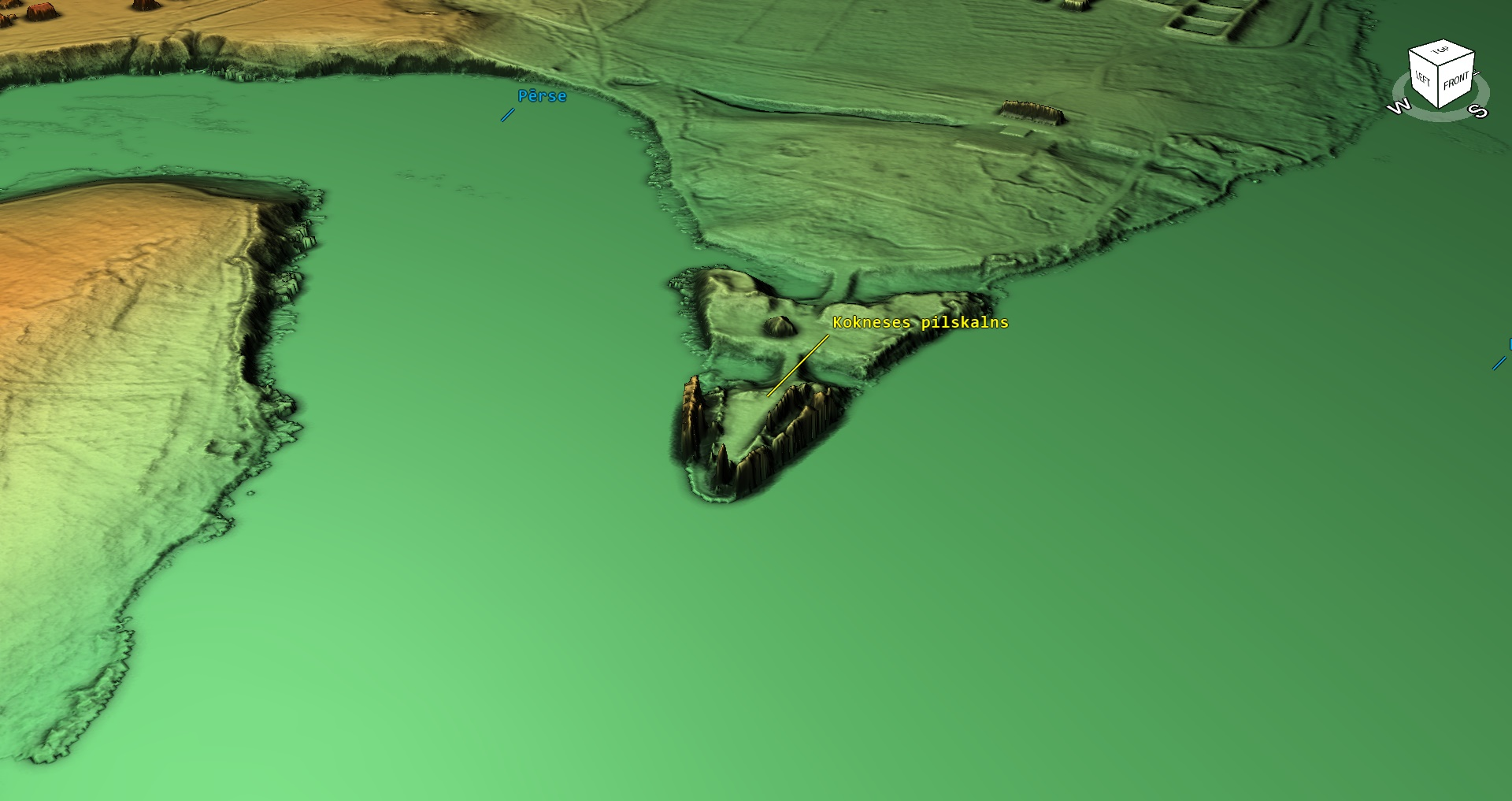
Widok zamku na Lidar
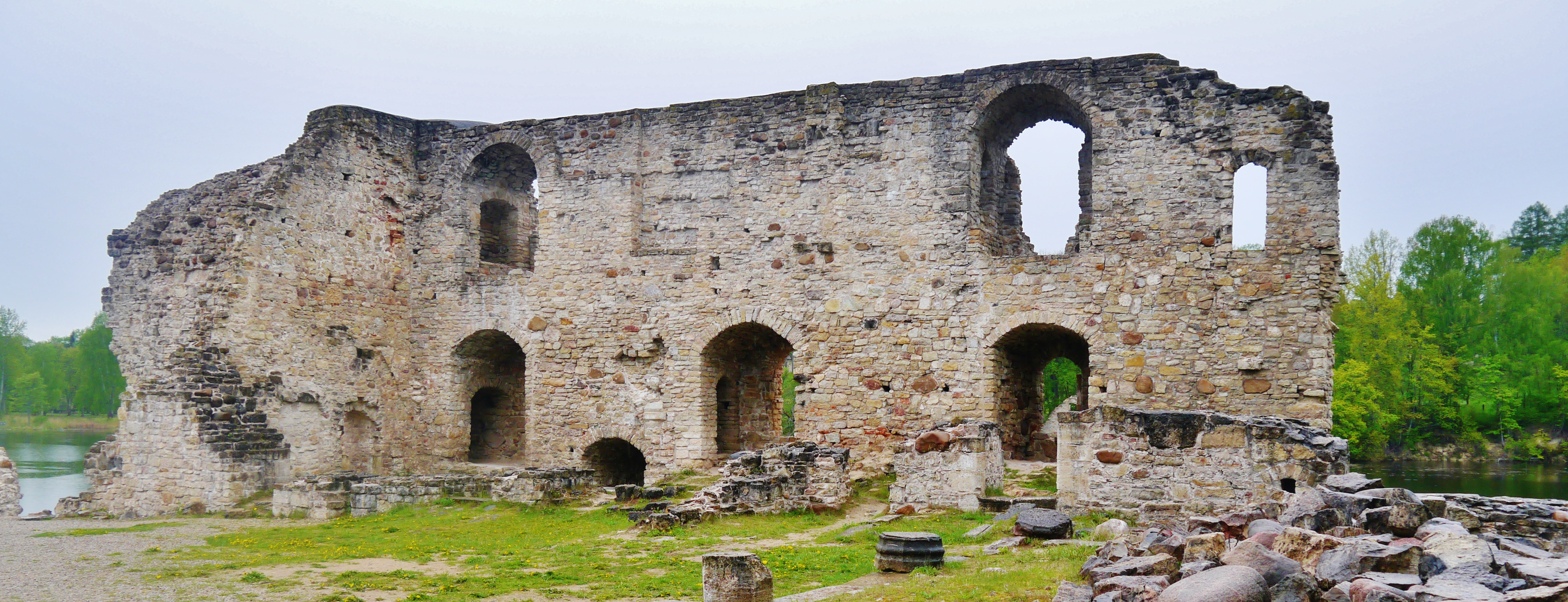
Ruiny zamku